# Margaret Chung

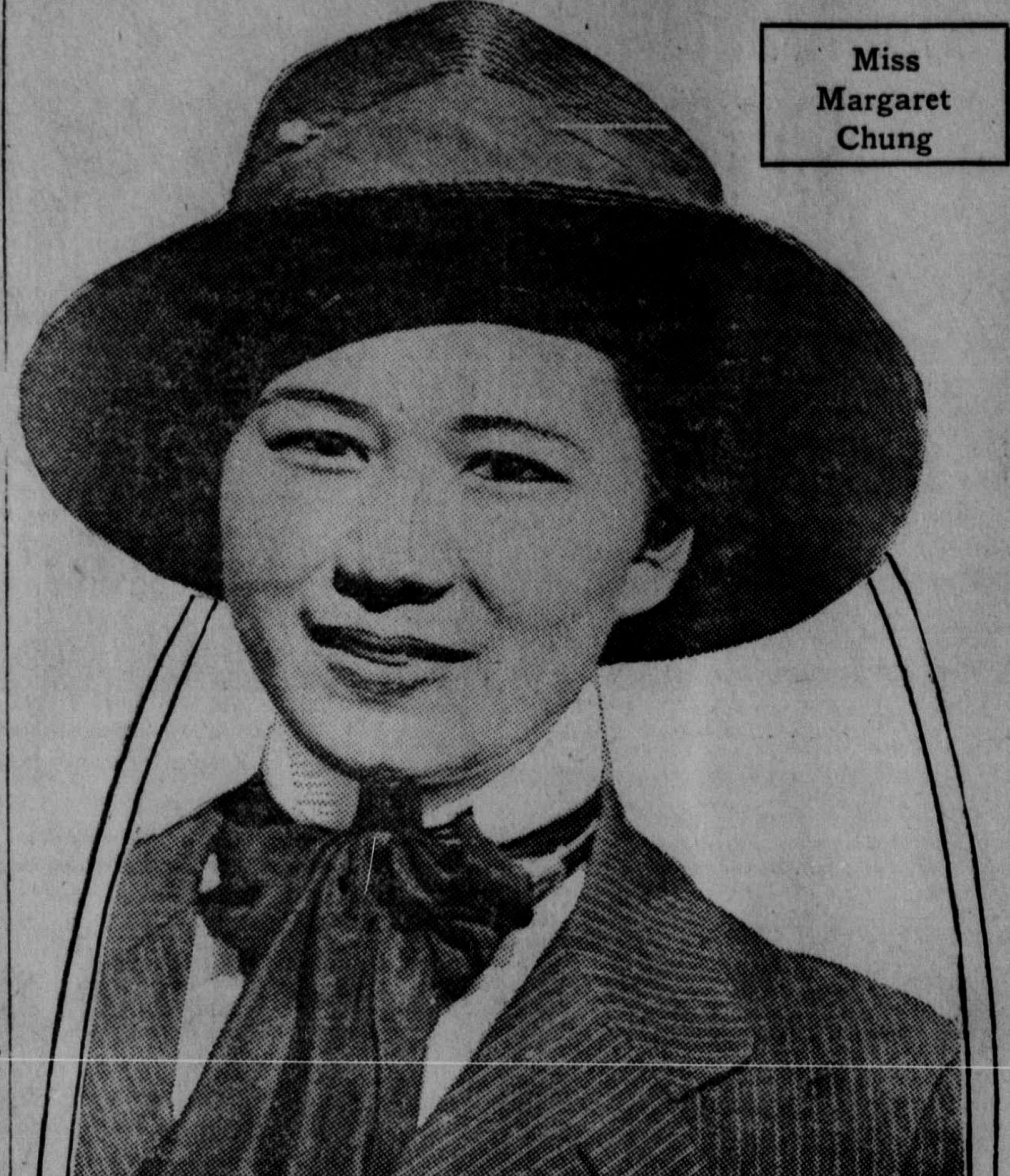
Chung, 1914

Margaret Jessie „Mom“ Chung (eigentlich Zhang Mazhu, chinesisch 張瑪珠, Pinyin Zhāng Mǎzhū; * 2. Oktober 1889 in Santa Barbara; † 5. Januar 1959 in San Francisco) war die erste in den Vereinigten Staaten als Ärztin praktizierende Sinoamerikanerin. Nach dem Studium an der University of Southern California und einer Ausbildung zur Fachärztin in Chicago lag ihr beruflicher Schwerpunkt im Stadtviertel Chinatown von San Francisco.
Daneben wurde sie als „Adoptivmutter“ von mehr als 1000 Navy-Soldaten bekannt, die sie kostenlos behandelte. Das machte sie während des Zweiten Weltkriegs zudem zur Kontaktperson der amerikanischen Regierung.

## Frühe Jahre
Margaret Chung wurde 1889 als ältestes von elf Kindern in Santa Barbara geboren. Wegen der Arbeit des Vaters als Ranchvorarbeiter lebte die Familie zunächst im Ventura County und zog 1902 nach Los Angeles. Im Alter von zehn Jahren wurde Chung aufgrund des schlechten Gesundheitszustands der Eltern zur Ersatzmutter ihrer Geschwister.
1905 lobte die Ortszeitung Los Angeles Herald in einem kurzen Feature Chungs gute schulische Leistungen. Im Jahr darauf fand in der Publikation ein von Chung verfasstes Gedicht zum 18. Jubiläum einer sinoamerikanischen Kirchengemeinde der Stadt Erwähnung. 1907 trug sie bei einem Festakt anlässlich des ersten Jahrestags einer ähnlichen Einrichtung in Pasadena einen Aufsatz vor, in dem sie traditionelle chinesische mit US-amerikanischer Kleidung verglich. Im selben Jahr schrieb sich Chung an einer zur University of Southern California gehörenden Akademie ein, die Unterricht zur Vorbereitung auf ein Studium anbot.
1911 begann Chung als erste Sinoamerikanerin ein Medizinstudium. Möglich wurde ihr dies durch ein Stipendium für die University of Southern California, das sie durch einen Sieg bei einem Abonnement-Verkaufswettbewerb der Los Angeles Times erhalten hatte. Ihren Lebensunterhalt finanzierte sie in dieser Zeit durch Arbeit als Kellnerin und Verkäuferin chirurgischer Instrumente sowie Preisgelder mehrerer Redewettbewerbe. Während ihres Studiums trug Chung Männerkleidung und nannte sich Mike.
1914 erklärte sie in einem Interview mit dem Los Angeles Herald, dass so viele Frauen wie möglich, gleich welcher Nationalität oder ethnischer Herkunft, Medizin studieren sollten. So könnten sie Frauen in ihren Heimatländern sowie deren Kindern eine emanzipierte Lebensweise näherbringen, was das Leben der kommenden Generationen weltweit verbessern würde.

## Karriere

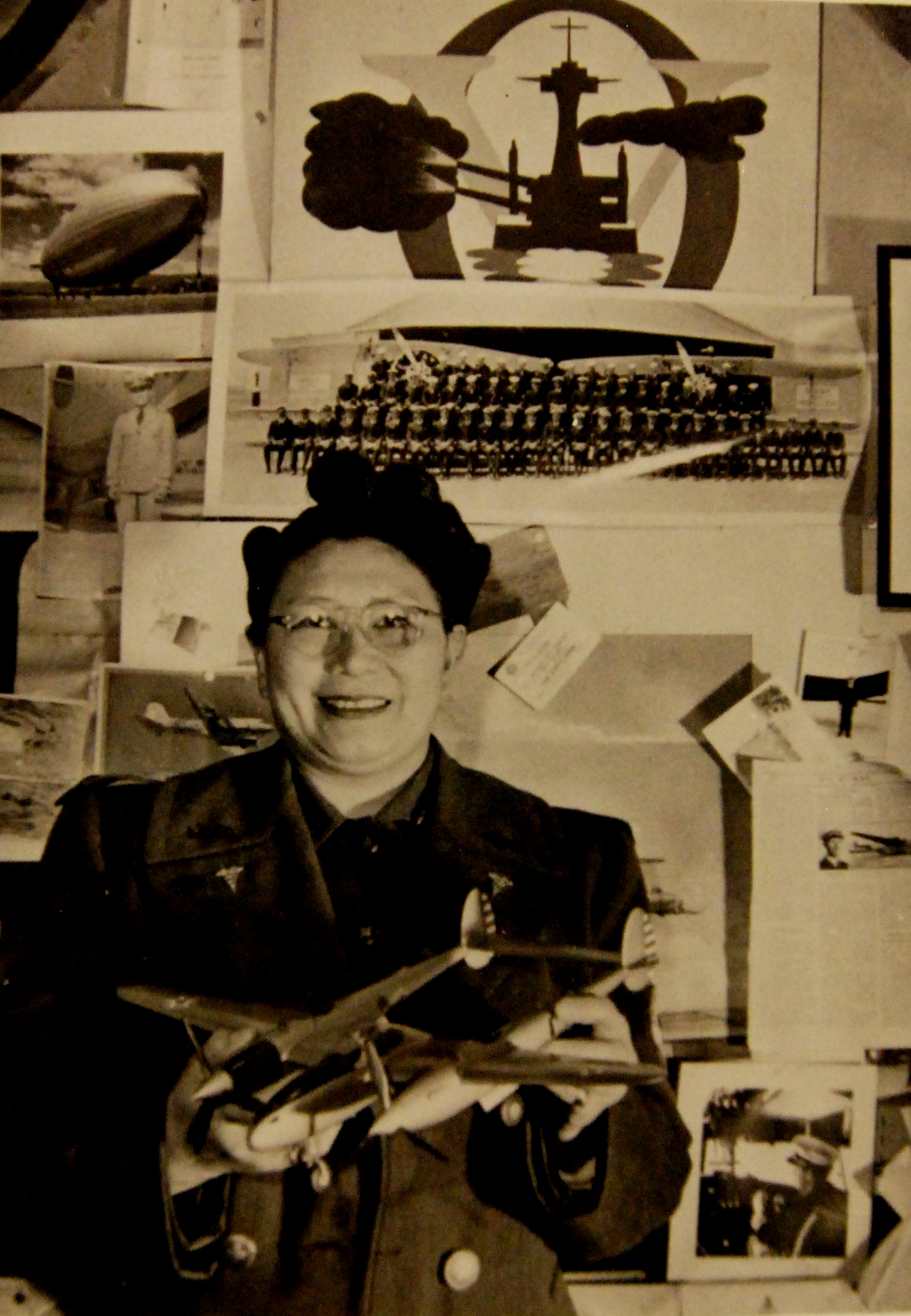
Chung mit einem Lockheed P-38-Modell, um 1942

Nach ihrem Abschluss 1916 fand Chung wegen ihres Geschlechts und ihrer Ethnie weder Arbeit als Assistenzärztin in Los Angeles noch als Missionsärztin in China. Deswegen arbeitete sie einige Monate lang am Santa Fe Railroad Hospital als OP-Schwester. Danach zog Chung nach Chicago, wo sie Assistenzärztin am Mary Thompson Women’s and Children’s Hospital wurde und am einige Kilometer entfernten Kankakee State Hospital ihre Ausbildung zur Fachärztin absolvierte.
In Kankakee baute Chung zusammen mit einem Kollegen, der ihr herausragendes Verständnis für psychische Störungen erkannt hatte, die erste Jugendpsychiatrie in Illinois auf. Später wurde sie zur staatlichen Kriminologin ernannt. In dieser Position entschied sie über die Schuldunfähigkeit von Straftätern im Bundesstaat, allerdings trat sie wenige Monate später zurück, weil sie wieder als Ärztin arbeiten wollte. Zudem starb zur selben Zeit ihr Vater, woraufhin Chung nach Los Angeles zurückkehrte und am Santa Fe Railroad Hospital als Chirurgin eingestellt wurde, wo sie oft Unfallopfer operierte. Daneben eröffnete sie eine Praxis, in der sie häufig Hollywood-Künstler behandelte.
1922 gründete Chung in ihrem neuen Wohnviertel Chinatown in San Francisco eine Klinik, deren Abteilungen für Gynäkologie und Pädiatrie sie vorstand. Diese war vor allem auf die sinoamerikanische Bevölkerung ausgerichtet, die erstmals westliche Behandlungen statt TCM angeboten bekam. Allerdings waren viele Bewohner nicht nur gegenüber dieser neuen Art der Medizin, sondern auch gegenüber Chung skeptisch, deren Fähigkeiten sie aufgrund ihres Alters sowie Geschlechts als gering einschätzten.
Dafür zählte Chung neben bekannten Persönlichkeiten wie Tallulah Bankhead, Helen Hayes und Sophie Tucker viele Personen von außerhalb zu ihren Klienten. Unter diesen befanden sich sieben Navy-Piloten, die sie bekochte. Sie soll so zu ihrem bekannten Spitznamen Mom Chung gekommen sein, für den es eine weitere Entstehungsgeschichte gibt. 1932 wandten sich angeblich acht Piloten an sie, die freiwillig für China in den Krieg gegen Japan ziehen wollten. Allerdings vermittelte Chung die ausgezehrten Soldaten nicht weiter, sondern gab ihnen etwas zu essen. Gleich der wahren Beinamensherkunft kümmerte sich Chung in der Tat häufig unentgeltlich um junge Navy-Soldaten. Ihre Schützlinge erhielten stets einen Jade-Buddha, den sie als Erkennungszeichen um den Hals trugen. Zu den Männern gehörten auch spätere Politiker wie Happy Chandler, Melvin Maas und Ronald Reagan.
Nach dem Ausbruch des Zweiten Japanisch-Chinesischen Kriegs meldete sich Chung freiwillig als Frontärztin. Der Antrag wurde abgelehnt und ihr stattdessen ein Geheimauftrag erteilt: Sie sollte Piloten für die Fliegerstaffel American Volunteer Group rekrutieren. Während des Zweiten Weltkriegs lud Chung regelmäßig hochrangige Gäste wie Navy-Offiziere und Senatoren zu sich zum Abendessen ein. Dies ermöglichte ihr, beim Aufbau von WAVES mitzuhelfen, einem freiwilligen Navy-Notdienst für Frauen. 1943 „adoptierte“ sie das gesamte Navy-Fluggeschwader VF-2, auch The Rippers genannt, dessen Mitglieder ihr zu Ehren Drachen auf die Flugzeuge malten. Insgesamt „adoptierte“ Chung während des Zweiten Weltkriegs über 1000 Soldaten.

## Persönliches
Während des Zweiten Weltkriegs unterstützte Chung die Gangsterin Virginia Hill beim illegalen Opiumhandel in San Francisco. Das FBN wusste davon, leitete aber nie Ermittlungen gegen sie ein. Dies lag vermutlich an ihrer Kooperation mit dem OSS, dessen Agenten sie während des Kriegs dank ihrer Verbindungen ins Schmuggler-Milieu wertvolle Informationen über den chinesischen Staat übermitteln konnte. Zugleich lag Chung viel an guten sino-amerikanischen Beziehungen, wodurch sie sich mit ihrem Nachbarn, dem Abenteurer Richard Halliburton, anfreundete, der öfter nach China reiste.
Private Schriftstücke belegen, dass Chung Sophie Tucker nicht nur als Patientin behandelte, sondern auch eine enge Freundschaft zu ihr pflegte. Allerdings ist nicht eindeutig erwiesen, ob Chung, die viele lesbische Freundinnen hatte, selbst homosexuell war und mit Tucker eine Beziehung führte. Die US-amerikanische Regierung verbot Chung wegen ihrer vermuteten sexuellen Orientierung die Mitgliedschaft beim WAVES. Zudem wurde ihre Rolle bei der Gründung des Dienstes lange nicht offiziell anerkannt.
1955 ging Chung in den Ruhestand und zog in ein von ihren „Söhnen“ erworbenes Haus im Marin County. Vier Jahre darauf erlag sie 69-jährig einem Krebsleiden. Zu den Sargträgern gehörte unter anderem ihr „Sohn“ Admiral Chester W. Nimitz.

## Würdigungen

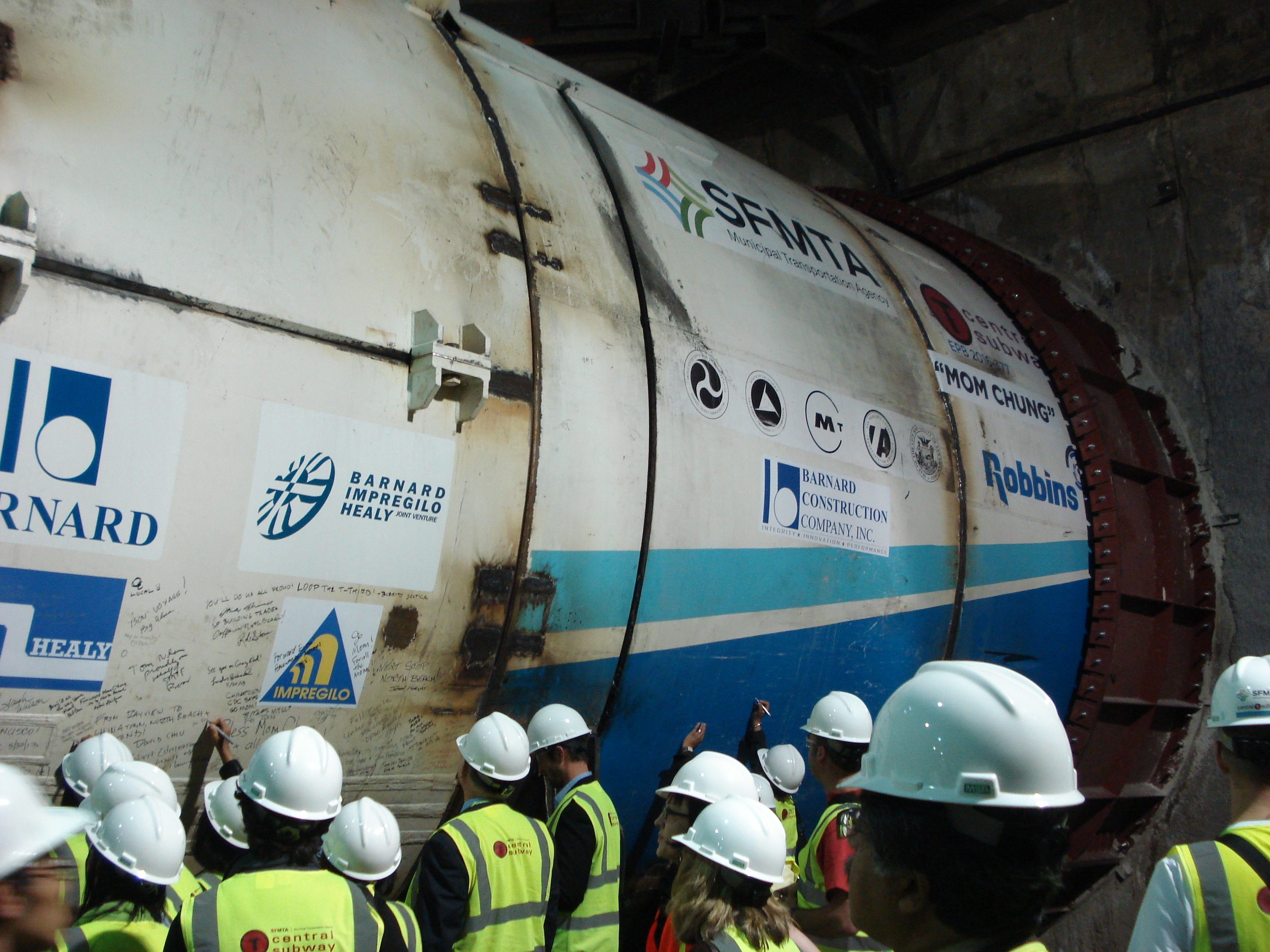
Signierung der Tunnelbohrmaschine Mom Chung am 30. Mai 2013

Chung diente vermutlich als Inspiration für die von Anna May Wong verkörperte Figur Dr. Mary Ling aus dem Film Überfall im Chinesenviertel von 1939.
Seit dem 11. Oktober 2012 ist Chung auf einer Gedenktafel des Legacy Walk in Chicago verewigt. Dies ist eine Outdoor-Ausstellung, die die Beiträge bedeutender LGBT-Personen für die Weltgeschichte würdigt.
Im Juli 2013 wurde in San Francisco eine beim Bau einer Erweiterungsstraße der Muni Metro verwendete Tunnelbohrmaschine in den Dienst gestellt, die nach Chung benannt ist.